# HMS E12
Pour les articles homonymes, voir E12.
Le HMS E12 est un sous-marin britannique de classe E de la Royal Navy, construit par Chatham Dockyard. Sa quille fut posée le 16 décembre 1912 et il fut mis en service le 14 octobre 1914. Le coût de sa construction s’éleva à 101 900 livres sterling.
Pendant la Première Guerre mondiale, des filets anti-sous-marins posés dans les Dardanelles se sont emmêlés dans ses ailerons avant, l’obligeant à descendre à une profondeur de 245 pieds. À l’époque, c’était la plus grande profondeur jamais atteinte par un sous-marin britannique. Le E12 a réussi à remonter à la surface, pour se retrouver sous le feu des batteries côtières, mais il a évité d’autres dommages. Il a survécu à la guerre et est vendu à la ferraille à Malte le 7 mars 1921.

## Conception
Comme tous les sous-marins de la classe E postérieurs au E8, le E12 avait un déplacement de 662 tonnes en surface et de 807 tonnes en immersion. Il avait une longueur totale de 55 m et un maître-bau de 6,92 m. Il était propulsé par deux moteurs Diesel Vickers huit cylindres à deux temps de 800 chevaux (600 kW) et moteurs électriques deux moteurs électriques de 420 chevaux (310 kW),.
Le sous-marin avait une vitesse maximale de 16 nœuds (30 km/h) en surface et de 10 nœuds (19 km/h) en immersion. Les sous-marins britanniques de la classe E avaient une capacité en carburant de 50 tonnes de gazole, et une autonomie de 2 829 milles marins (5 238 km) lorsqu’ils faisaient route à 10 nœuds (19 km/h). Ils pouvaient naviguer sous l’eau pendant cinq heures en se déplaçant à 5 nœuds (9,3 km/h).
Le E12 était armé d’un unique canon de pont QF de 4 pouces, monté à l’avant du kiosque, et de cinq tubes lance-torpilles de 18 pouces (457 mm) : deux à l’avant, un de chaque côté à mi-longueur du navire et un à l’arrière. Au total, 10 torpilles étaient emportées à bord.
Les sous-marins de la classe E avaient la télégraphie sans fil d’une puissance nominale de 1 kilowatt. Sur certains sous-marins, ces systèmes ont par la suite été mis à niveau à 3 kilowatts en retirant un tube lance-torpilles du milieu du navire. Leur profondeur maximale de plongée théorique était de 100 pieds (30 mètres). Cependant, en service, certaines unités ont atteint des profondeurs supérieures à 200 pieds (61 mètres). Certains sous-marins contenaient des oscillateurs Fessenden.
Leur équipage était composé de trois officiers et 28 hommes.